# Джонстон, Бобби (футболист)
Роберт Джонстон (англ. Robert Johnstone 7 сентября 1929[…], Селкерк, Скоттиш-Бордерс — 22 августа 2001, Селкерк, Скоттиш-Бордерс) — шотландский футболист, игрок сборной Шотландии.

## Биография

### Клубная карьера
Джонстон начал карьеру в клубе «Хиберниан», в составе которого отыграл девять сезонов, став одним из ключевых игроков этой команды. В составе «Хиберниана» он в 1951 и 1952 годах выигрывал чемпионат Шотландии, а также в 1950 и 1953 годах выигрывал серебряные медали. В 1955 году Джонстон перешёл в «Манчестер Сити», сумма трансфера составила 22 000 фунтов стерлингов.
В финальном матче Кубка Англии 1956 года против «Бирмингем Сити» Джонстон забил третий гол и помог «горожанам» выиграть матч со счётом 3:1. Джонстон стал вторым игроком, который забивал в двух финалах Кубка Англии подряд, поскольку в финальном матче 1955 года против «Ньюкасла» забил гол, а «Ньюкасл» выиграл матч со счётом 3:1. Всего в составе «горожан» Джонстон сыграл 124 матча и забил 41 гол.
В сентябре 1959 года вернулся в «Хиберниан», в котором отыграл один сезон и перешёл в «Олдем Атлетик». В составе «Олдема» Джонстон отыграл пять сезонов и завершил в нём карьеру.

### Карьера в сборной
В составе сборной Шотландии был в заявке на чемпионат мира 1954 года, но на турнире не играл. Всего за сборную Шотландии сыграл 17 матчей и забил 10 голов.

### Смерть
Скончался 22 августа 2001 года в Селкерке в возрасте 71 года.